# Ramini Shamilishvili
Ramini Shamilishvili (in georgiano რამინ შამილიშვილი?; 11 maggio 1994) è un sollevatore georgiano, due volte argento europeo, che gareggia nella categoria dei pesi mosca (fino a 55 kg).

## Carriera
A livello internazionale inizia la carriera nel 2014, quando si piazza al 19º posto ai campionati mondiali di Almaty. Ai campionati europei si piazza sesto nel 2015 a Tbilisi, ottavo nel 2016 a Forde, sesto nel 2017 a Spalato.
Vince due medaglie d'argento ai campionati europei del 2023 a Erevan (aggiudicandosi anche l'oro nello strappo e il bronzo nello slancio) e nel 2024 a Sofia, conquistando anche l'argento nello strappo. Nel 2025 a Chișinău vince la medaglia di bronzo nel totale e nello slancio.